# Pan Xiaoting
Pour les articles homonymes, voir Pan (homonymie).
Pan Xiaoting (chinois simplifié : 潘晓婷 ; chinois traditionnel : 潘曉婷 ; pinyin : Pān Xiǎotíng) parfois appelée dans les médias occidentaux Xiaoting Pan est la première joueuse professionnelle de billard chinoise née le 25 février 1982 à Yanzhou à jouer sur le circuit WPBA (en) (association professionnelle de billard féminin). Elle est surnommée la « reine du jeu de la neuf » (九球天后, jiǔ qiú tiān hòu, « La reine céleste des neufs balles ») dans son pays.
Pan a été nommée jeune joueuse de l'année par la WPBA en 2006 finissant à la treizième place mondiale. Elle a remporté son premier tournoi professionnel en 2007 triomphant au gret lakes classic. Cette même année, elle remporte le championnat du monde du jeu de la neuf tenu à Taiwan. Pan a pour rival la sud-coréenne Kim Ga-young (en), les deux jeunes femmes se sont rencontrées en finale de la Carolina Women's Billiard Classic, elles ont respectivement fini à la 2e et 3e place du classement mondial fin 2007, derrière la joueuse anglaise Allison Fisher. Pan est aussi  amie avec le joueur professionnel de snooker Ding Junhui.
Le 28 décembre 2013, elle participe à un match d'exhibition (comprenant jeu de la neuf et snooker) contre le Britannique Ronnie O'Sullivan à Yanzhou, qu'elle remporte 7–6 en jeu de la neuf et perd 2–1 en snooker avec 6 billes rouges.